# Šedá tabulka

18% šedá tabulka

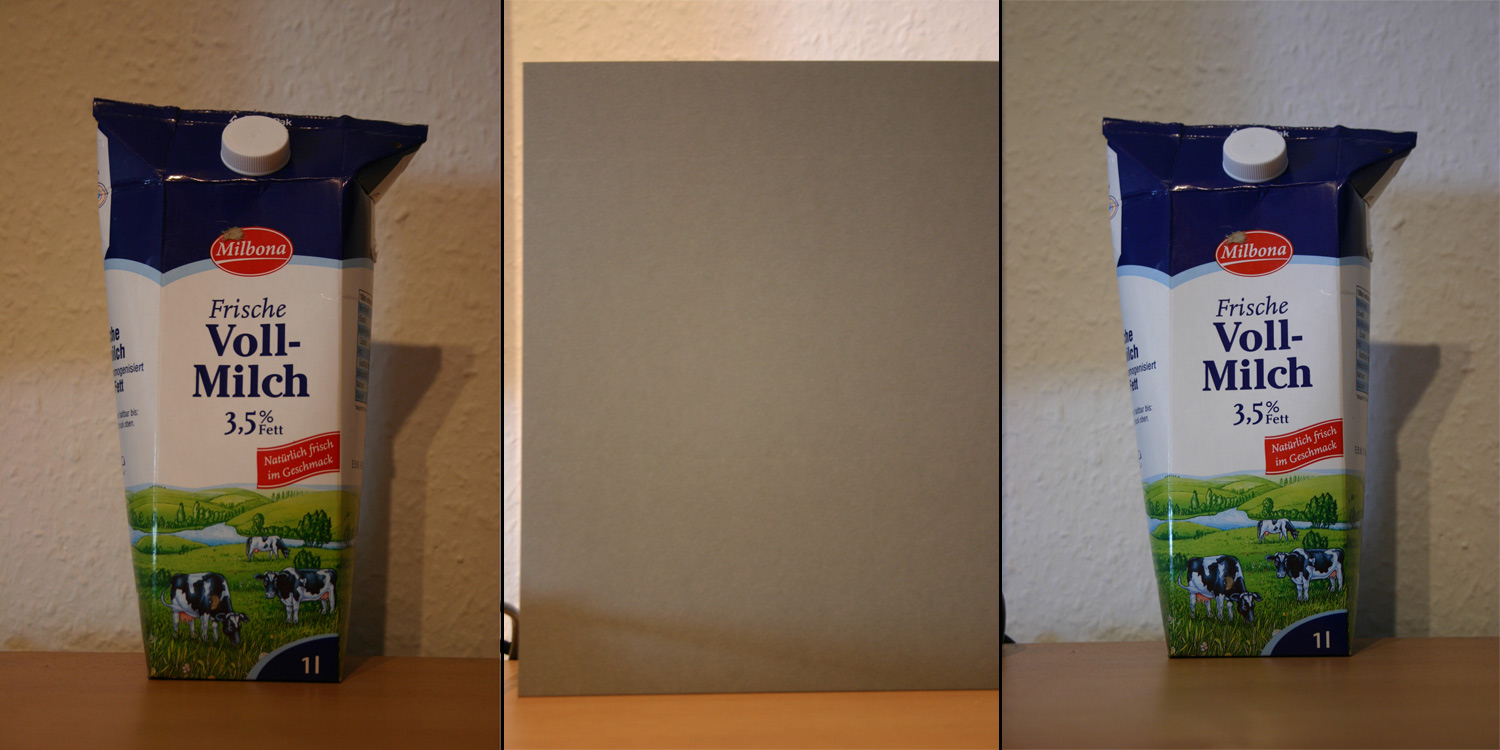
Snímek před a po adjustaci šedou tabulkou

Šedá tabulka (anglicky gray card) je fotografická pomůcka, sloužící jako referenční objekt pro fotografii a film. Umožňuje snadné nastavení vhodné expozice a barevné teploty i při různé úrovni a kvalitě osvětlení. Představuje kosinový zářič, jehož albedo (odrazivost) je 18% na šedé ploše (neutrální střední šedá) a 90% na zadní, bílé ploše.